# حامد علیمرادی
حامد علیمرادی (زادهٔ ۱۸ ژانویهٔ ۱۹۹۵) یک بازیکن فوتبال اهل ایران است.
از باشگاه‌هایی که در آن بازی کرده‌است می‌توان به باشگاه فوتبال نفت تهران و باشگاه فوتبال پارسه اشاره کرد.